# Malagaethes lawrencei
Malagaethes lawrencei es una especie de coleóptero de la familia Pyrochroidae.

## Distribución geográfica
Habita en Madagascar.